# Magne Myrmo
Magne Myrmo   (Rennebu, 30 de juliol de 1943) és un esquiador de fons noruec, ja retirat, que va competir durant la dècada de 1970.
El 1972 va prendre part en els Jocs Olímpics d'Hivern de Sapporo, on va disputar tres proves del programa d'esquí de fons. En els 50 quilòmetres va guanyar la medalla de plata, mentre en els 15 quilòmetres fou dinovè i en els 30 quilòmetres vint-i-unè. Quatre anys més tard, als Jocs d'Innsbruck va disputar, sense sort, dues proves del programa d'esquí de fons.
En el seu palmarès també destaquen dues medalles al Campionat del Món de 1974, una d'or i una de bronze. La medalla d'or en els 15 quilòmetres suposà la darrera victòria de la història aconseguida amb un esquís de fusta, en uns anys en què la fibra de vidre i altres materials s'anaven imposant als tradicionals.
El 1972 guanyà la medalla Holmenkollen i va ser nomenat Esportista noruec de l'Any el 1974. Després de retirar-se de les competicions, va entrenar l'equip nacional femení de fons de 1978 a 1980.